# Eurystaura erecta
Eurystaura erecta är en fjärilsart som beskrevs av M.Gaede 1928. Eurystaura erecta ingår i släktet Eurystaura och familjen tandspinnare. Inga underarter finns listade i Catalogue of Life.